# Dovhe, Sloveanoserbsk
Dovhe (în ucraineană Довге) este un sat în așezarea urbană Sloveanoserbsk din regiunea Luhansk, Ucraina.

## Demografie
Componența lingvistică a localității Dovhe
     Rusă (73,31%)
     Ucraineană (26,05%)
     Alte limbi (0,64%)
Conform recensământului din 2001, majoritatea populației localității Dovhe era vorbitoare de rusă (73,31%), existând în minoritate și vorbitori de ucraineană (26,05%).